# KCO
「KCO」（ケイコ）は、KEIKO（globe）のソロシングルである。

## 内容
globeでは2000年に各メンバーのソロプロジェクトにおいてソロデビューをしたが、本作はKEIKO名義で発売する運びとなった。
表題曲が存在しないクアトロ（4曲）A面シングルとなっている。シングル名の「KCO」は、後にKEIKO本人の名義として使われるようになる。

## 楽曲解説
HUMANRACE
- 映画「ミシェル・ヴァイヨン」日本イメージソング。
- 後に「海との友情」とともに、globeのアルバム『maniac』に収録された。

DREAMS OF CHRISTMAS
- VERBAL（m-flo）とのコラボレーション。
- TM NETWORKの楽曲（シングル「RHYTHM RED BEAT BLACK」に収録）のカバー。

CHRISTMAS CHORUS
- 「Yahoo! JAPAN Music」クリスマス特集イメージソング。
- 小室哲哉が1989年に発売した同名の楽曲のカバー。

海との友情
- 大磯ロングビーチ2003年度CMソング（KEIKO本人も出演）。CMとはアレンジが異なる。

## 収録曲
| 全編曲: 小室哲哉。 |                                                            |                         |                    |       |
| #                  | タイトル                                                   | 作詞                    | 作曲               | 時間  |
| 1.                 | 「HUMANRACE」                                              | 小室哲哉                | 小室哲哉           | 5:59  |
| 2.                 | 「DREAMS OF CHRISTMAS feat. VERBAL (m-flo)」               | 小室哲哉、Rap詞：VERBAL | 小室哲哉・木根尚登 | 6:26  |
| 3.                 | 「CHRISTMAS CHORUS」                                       | 小室哲哉                | 小室哲哉           | 6:44  |
| 4.                 | 「海との友情」(DEMO VERSION)                               | 小室哲哉                | 小室哲哉           | 6:01  |
| 5.                 | 「HUMANRACE」(INSTRUMENTAL)                                |                         |                    | 5:59  |
| 6.                 | 「DREAMS OF CHRISTMAS feat. VERBAL (m-flo)」(INSTRUMENTAL) |                         |                    | 6:26  |
| 7.                 | 「CHRISTMAS CHORUS」(INSTRUMENTAL)                         |                         |                    | 6:38  |
| 8.                 | 「海との友情」(INSTRUMENTAL)                               |                         |                    | 6:03  |
| 9.                 | 「海との友情」(JAZZ IN GROOVE MIX)                         |                         |                    | 6:38  |
| 合計時間:          | 合計時間:                                                  | 合計時間:               | 合計時間:          | 56:54 |

## クレジット
- Produced & Mixed : 小室哲哉
- Mastered : 前田康二
- Guitars : 葛城哲哉